# 代理型孟喬森症候群
（世卫组织称“对他人的做作性障碍”即）是照顧者故意誇大或揑造受照顧者的生理、心理、行為或精神問題，甚或促成該等問題的心理疾病。。
与孟乔森综合征宣称自己拥有各类疾病不同，代理型孟乔森综合征则是虚构别人的症状，特别是病患的子女（最常見）、晚辈、弟妹等需要照顾的人。也有护士向医生谎报病人出现疾病的案例。严重的代理型孟乔森综合征则可能在所照顾对象的饮用水、食物中投放有毒药物。例如英国一位被称为死亡天使的儿科护士贝弗丽·艾里特(Beverley Allitt)， 在工作期间，她向病童注射会导致心脏停止跳動的氯化钾和造成低血糖的胰岛素。共造成了4名儿童死亡，至少5人受到伤害。

## 症状和病徵
照護者向被照顧者施加身體或心理的虐待，以獲取他人注意。為了持續受到醫療照護，照護者會故意歪曲症狀、製造病徵、操縱檢驗結果、甚至故意傷害被照顧者(例如：下毒、哽塞導致窒息、故意感染、身體傷害)。  研究顯示受影響的被照顧者死亡率在6％至10％之間，可能是最致命的虐待形式。 
此病被診斷時，受影響的被照顧者平均年齡為4歲，約有50%以上小於兩歲，75%小於六歲。自症狀開始到被診斷，症狀持續時間平均為22個月。做出診斷時，已有6%的被照顧者死亡，大部分死於窒息或飢餓；7%有長期或永久的傷害。25%的受影響者有兄弟姊妹，其中61%也有和他們相同的症狀或是受此病症影響的可能。施虐者有76.5%是母親，6.7%是父親。
受影響的被照顧者通常合併出現約3種症狀，病例報告中，約有103種不同的症狀被記錄過。照顧者聲稱的症狀中，最常見的是呼吸中止(26.8%的案例有此症狀)、腹瀉(20%)、痙攣(17.5%)、發紺(11.7%)、行為異常(10.4%)、氣喘(9.5%)、過敏(9.3%)、發燒(8.6%)；其他還有：生長遲緩、嘔吐、出血、皮疹和感染。上述許多症狀，原本就是由照顧者主觀敘述得知，因此很容易造假。比如說：由家長主訴過去一天內有發燒，醫師根本就無從證明或反證之。越多種及多樣的症狀，使得代理型孟喬森症候群的診斷越發困難。
和典型身體虐待不同之處，除了動機(博取同情或注意)，還有存在預謀的情況。一般的身體虐待多是因兒童的某些突發行為(比如：哭鬧、尿床、吐出食物)而爆發，但代理型孟喬森症候群的受影響者，往往是無端在計畫中受害。 
這種虐待最獨特的一點，則是醫療人員會在無意間中，主動參與了虐待。醫師盡其職責去回應照顧者提出的擔憂和要求，卻其實是被施虐者操弄，給予了兒童不當的醫療處置。
遇到無法以常見病症去解釋的案例，往往引起醫師探求不常見的診斷，誘使醫師開立更多的檢查和治療。這些檢查和治療可能昂貴、造成病人不適，或甚至對病人有害。如果醫師拒絕開立進一步的檢查、治療或專家會診，患有代理型孟喬森症候群的照顧者會故意凸顯醫療機構的照顧不周，指責其不願幫助為孩子奉獻一切的家長。
這些照顧者會經常更換醫療照顧者，直到他們找到願意滿足其需求的醫師，這種行為稱為"逛醫院"。這點和孟喬森症候群患者一樣。 
虐待會持續發生，因為讓孩子維持病人的角色才能滿足施虐者的需求。要讓受影響的被照顧者痊癒，只能將他們和施虐的照顧者分開。如果允許施虐者探訪孩子，有時會造成災難性的後果。即使孩子已被隔離，施虐者也可能轉而虐待他的兄弟姊妹。 
受虐者會受到長期的情緒影響。有一部分的受虐者可能會發現：當他們在醫師面前，配合扮演生病的角色時，最容易得到家長的關愛，這是他們渴望的。有病例報告指出，有些孟喬森症候群患者自認為曾是代理型孟喬森症候群的受害者，因此這種以詐病尋求個人滿足的行為可能影響人一生，甚至代代相傳。相對的是，其他報告顯示：代理型孟喬森症候群的受害者更可能對醫療行為產生創傷後反應，此後持續迴避醫療。
患有此症的成年照顧者，通常對孩子的住院處之泰然。住院隔離期間，醫療人員應注意監控照顧者的探訪，以免他們嘗試加重孩子的病情。   在許多地區及國家，醫療人員都應依法通報此類虐待行為。 

### 警訊
下列情況需注意是否有此疾病的可能性：
- 病童對治療沒有反應，或是有不尋常的病程，過程持續、令人疑惑和無法解釋。
- 理學檢查和檢驗結果非常不尋常，不符合患者的表現或病史，或是在生理或病理上不可能發生。
- 家長具有醫學知識，對醫療細節和八卦著迷，對醫院環境感到自在，並對其他病人的問題有興趣。
- 家長非常關注孩子，不願離開孩子身邊，而且他們本身似乎也非常需要他人關注。
- 面對孩子醫療過程中的嚴重困難，家長總是顯得異常平靜，並對醫師表達高度支持和鼓勵；或是另一極端：怒氣沖沖，言行中貶低工作人員，要求更多的檢查、更多的醫療程序、更多的介入，尋求第二意見以及要求轉診到更先進的醫療機構。
- 家長可能從事醫療保健領域，或對醫療相關工作感興趣。
- 家長不在身旁時，孩子的病症可能減輕或消失。(需以住院治療隔離家長，並仔細監控來證實此因果關係。)
- 家族史，或孩子兄弟姐妹中有類似無法解釋的疾病或死亡。
- 家長有和孩子的疾病相同的症狀，其病史本身也令人費解或不尋常。
- 父母之間的關係疑似情感疏離，其中一方無法經常去看生病的孩子，即使孩子重病住院，也很少和醫生接觸。
- 在孩子接受治療期間，家長告知家中發生了影響全家的戲劇性負面事件(如：房屋火災、盜竊、或車禍)。
- 家長本身不斷尋求他人的吹捧稱讚，追求公眾的承認，以求肯定自己的能力。
- 計畫出院時，病情會莫名其妙的惡化。
- 病童會不時尋求家長的提示，以便在醫療人員在場時假裝疾病。
- 造訪急診的病童，主訴有反覆的生病、受傷或住院病史。

## 近年著名案例
2014年，26歲的蕾西·斯皮爾斯在紐約威徹斯特郡被控以二級謀殺和一級過失殺人罪。她在網路上查過相關資料後，經鼻胃管多次餵食兒子過量的鹽，本意在造成疾病，以在社交媒體(臉書、推特及部落格)上博取關注，最終卻導致5歲兒子死亡。她在2015年3月2日被判犯有二级谋杀罪，求刑20年以上到無期徒刑。 
2015年，密蘇里州發生一起謀殺案，迪迪·布朗夏爾被女兒的男友殺害，起因於她多年來聲稱女兒患有多種嚴重疾病，須以輪椅代步及鼻胃管餵食，安排女兒接受多種不必要的治療及手術。女兒和在網路上認識的男友合謀犯案，女兒認罪二級謀殺。孟喬森症候群專家馬克·費爾德曼研究此病已25年，他說這是他首次看到受虐子女殺死父母的案例。

2015年，新北市有一名單親媽媽在3年間帶3名年幼子女求診達600多診次，求診範圍遍及雙北10多家大型醫院，要求住院時若醫師拒絕，便大吵大鬧。因某次孩子住院期間，將孩子獨自留在醫院，其便溺無人照顧而引起社會局介入。她被發現患有代理型孟喬森症候群後，3名子女交社會局安置。